# Sławkowo (województwo kujawsko-pomorskie)
Sławkowo (niem. Friedenau) – wieś w Polsce położona w województwie kujawsko-pomorskim, w powiecie toruńskim, w gminie Chełmża.

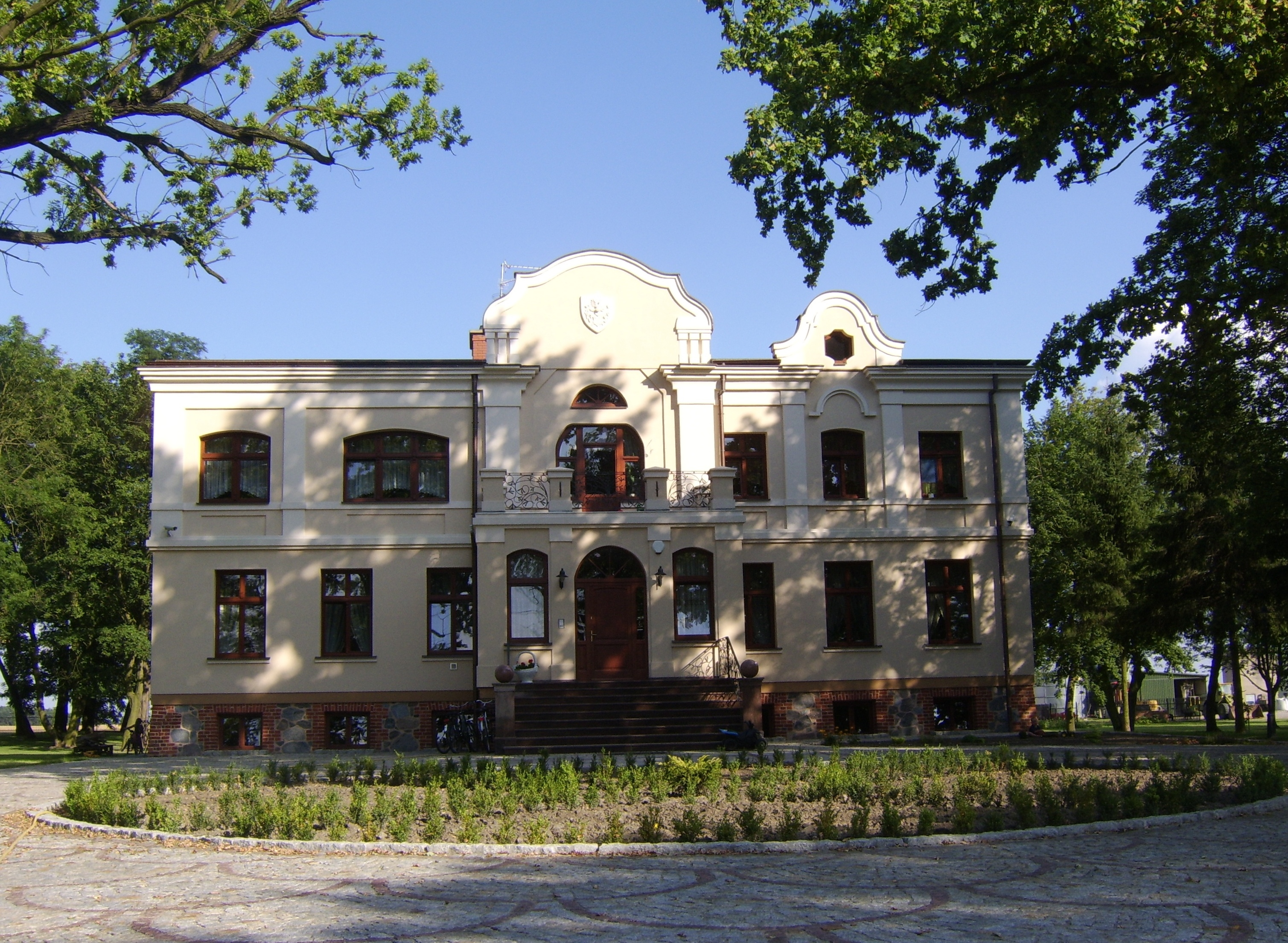
Pałac w Sławkowie

W latach 1975–1998 miejscowość położona była w województwie toruńskim. Według Narodowego Spisu Powszechnego (III 2011 r.) liczyła 211 mieszkańców. Wraz z 3 innymi wsiami (każdą zamieszkuje 211 osób), jest piętnastą co do wielkości miejscowością gminy Chełmża.
Ze Sławkowa pochodzi Józef Wiśniewski (hokeista)Józef Wiśniewski, polski hokeista, olimpijczyk.

## Zabytki
- Zachowany dwór z początku XIX w. został wzniesiony dla Baschy von Kreisa (w szczycie nad wejściem herb rodowy); wokół park krajobrazowy z tegoż okresu.